# Irrigatie

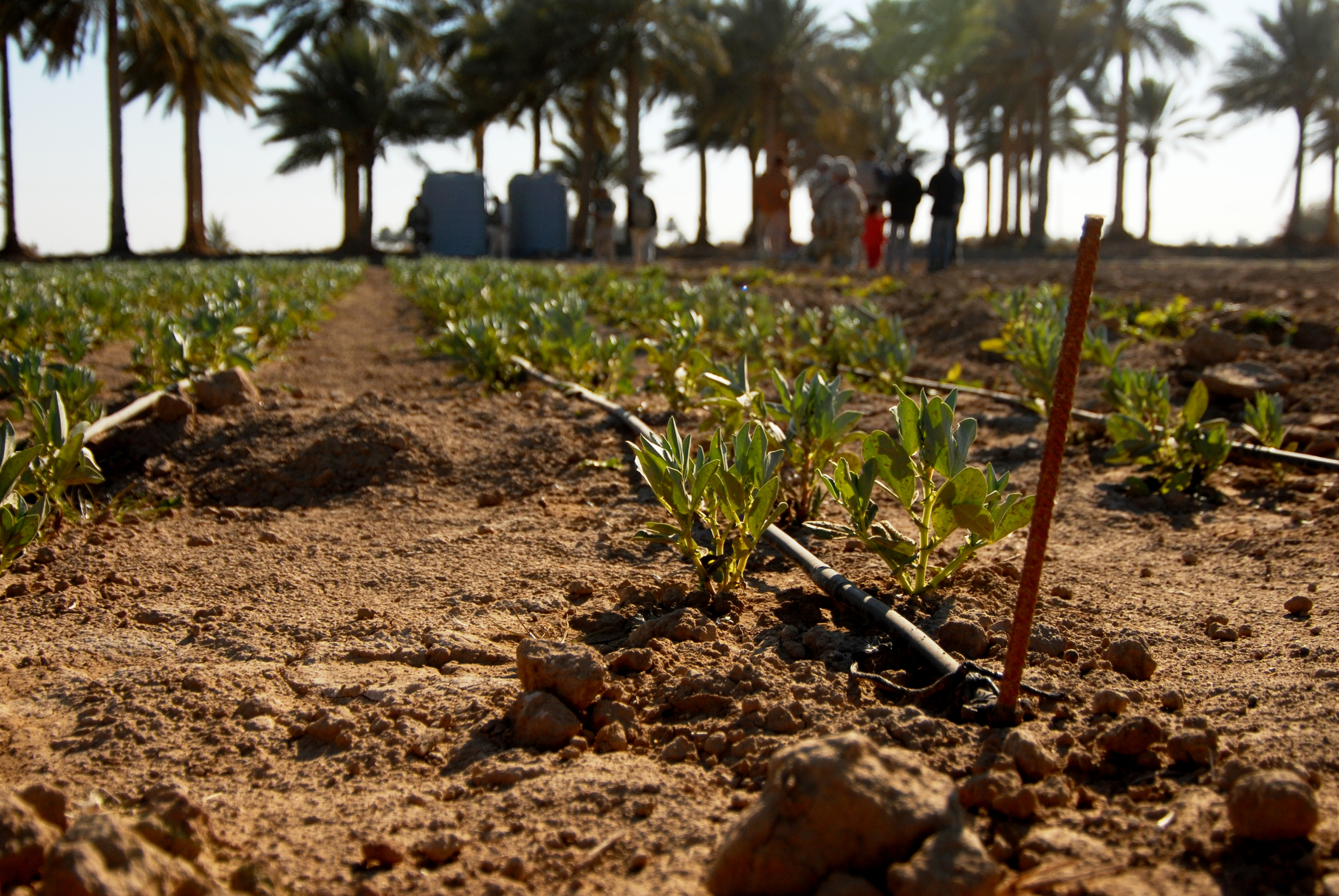
Veldirrigatie in Irak

Irrigatie is het met gebruikmaking van allerlei technische middelen toevoegen van water aan landbouwgewassen bij een tekort aan neerslag. Hierdoor wordt de verbouw van gewassen met een betere opbrengst mogelijk gemaakt.

## Geschiedenis
Archeologische onderzoekingen hebben aangetoond dat in het zesde millennium VC irrigatie werd toegepast in Mesopotamië en Egypte, waar gerst werd verbouwd in gebieden met onvoldoende regenwater om zonder irrigatie gewassen te laten groeien.
In de Zanavallei van het Andesgebergte in Peru vonden archeologen overblijfselen van drie irrigatiekanalen uit het vierde millennium VC.
De Indusbeschaving beschikte over goed ontwikkelde irrigatiestelsels in het derde millennium VC.

## Irrigatiemethoden

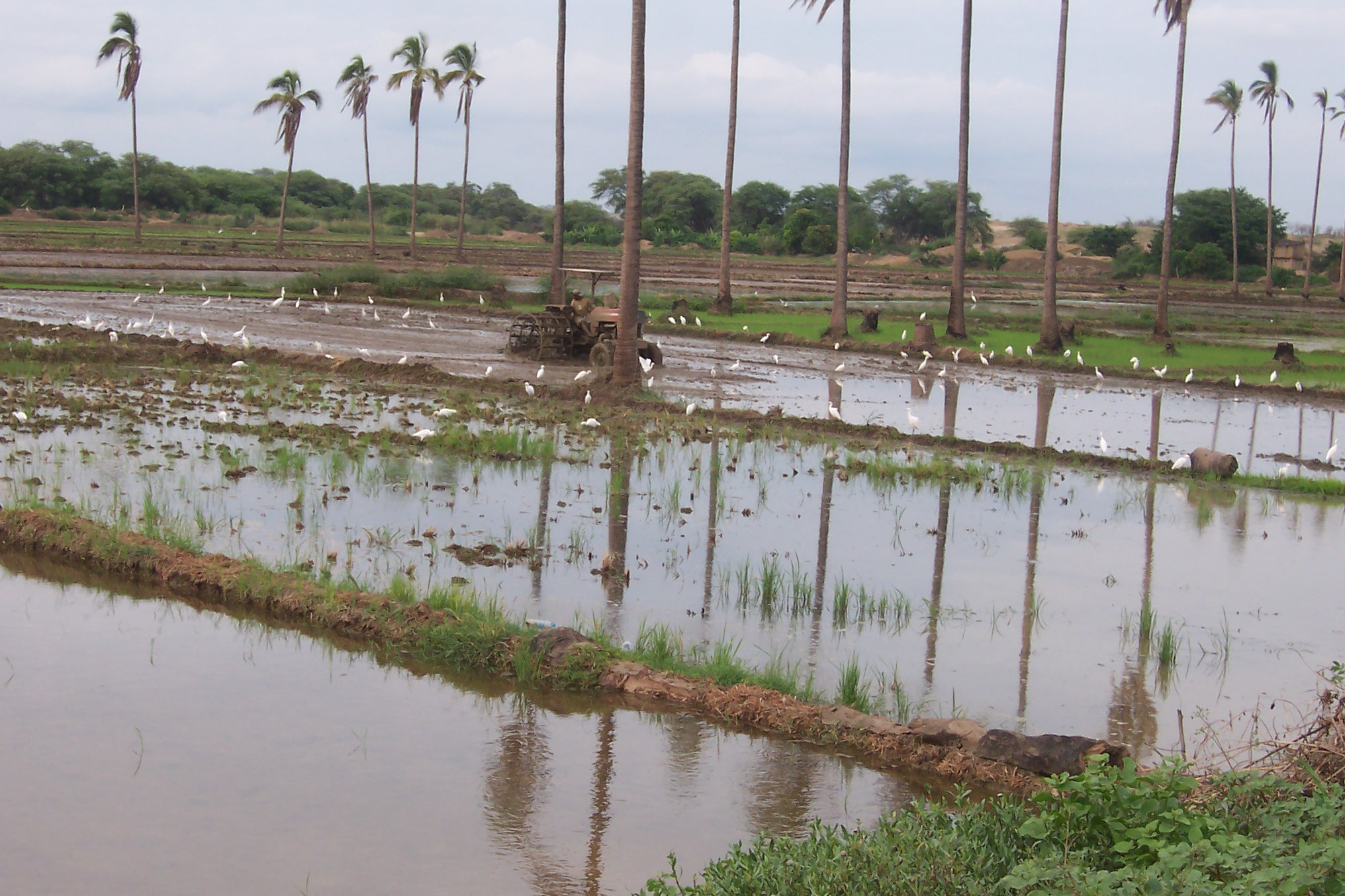
Kommen-irrigatie van een rijstveld

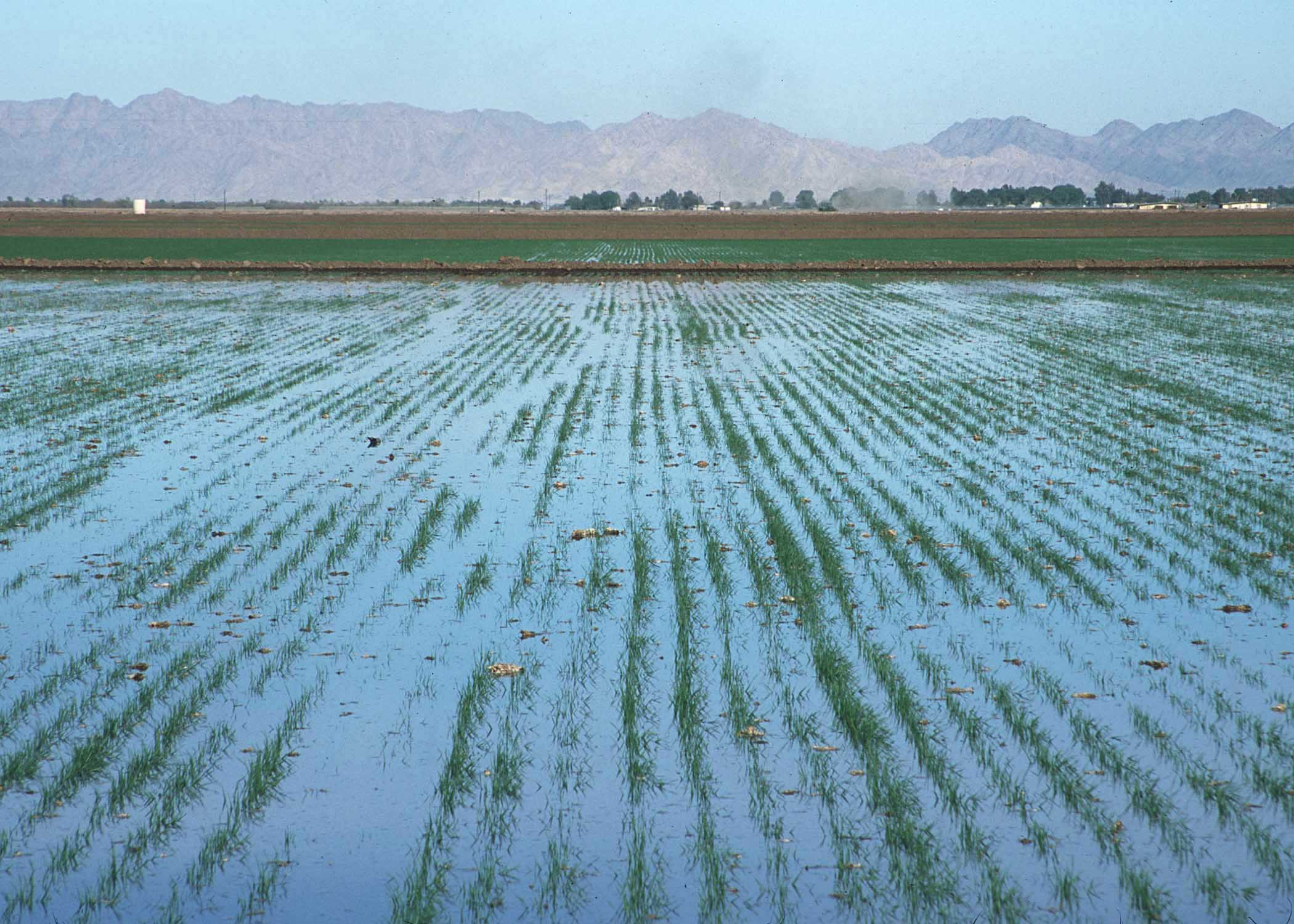
Kommen-irrigatie met groeven voor tarwe

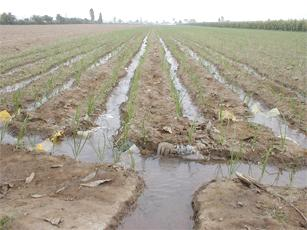
Voren-irrigatie

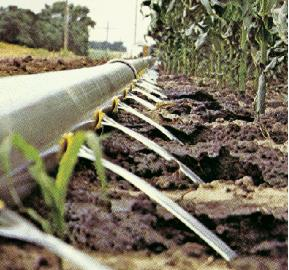
De afzonderlijke voren ontvangen het water door lagedrukbuizen

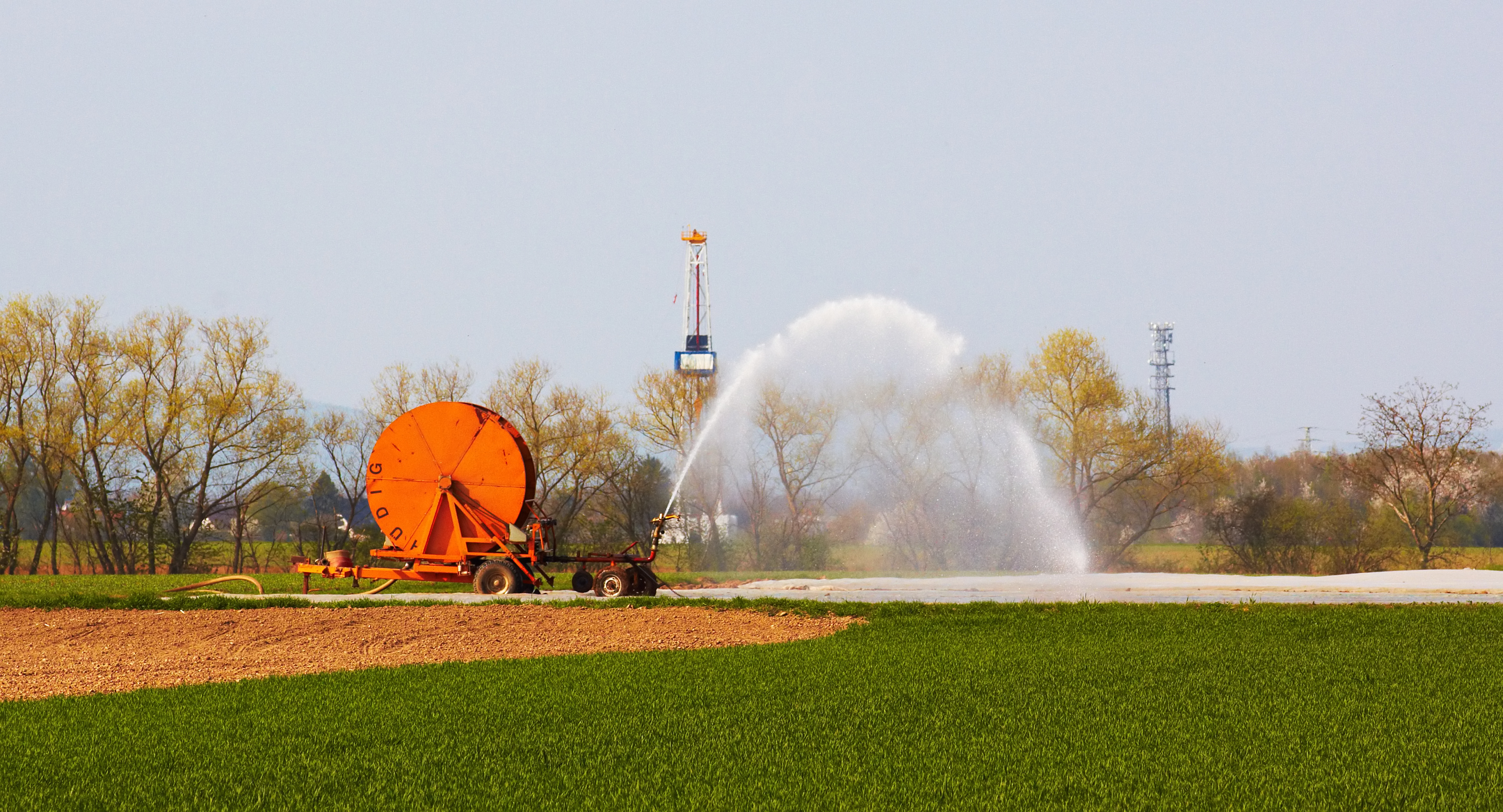
Irrigatie met een waterkanon

Van het totale irrigatie areaal in de wereld wordt, op veldniveau, 94% geïrrigeerd door oppervlakte-irrigatie of bevloeiing, waarbij het irrigatiewater onder zwaartekracht over het veld loopt.
Van de overige 6% wordt het merendeel op veldniveau geïrrigeerd met energie-intensieve en duurdere waterdrukirrigatietechnieken zoals beregening, druppelirrigatie, cirkelirrigatie, en gietdarmirrigatie waaraan pompen en buizenstelsels te pas komen. De VS nemen hiervan het leeuwendeel voor hun rekening. Vaak is het water bij deze vorm van bevloeiing op projectniveau gewonnen door het oppompen van grondwater uit putten. De winning van grondwater voor irrigatie op projectniveau kan ook gepaard gaan met zwaartekrachtbevloeiing op veldniveau.
In relatief geringe mate wordt ondergrondse irrigatie toegepast, waarbij het water uit sloten of buizen zijwaarts de grond indringt. In Nederland gebeurt dat in een droge periode met weinig neerslag door het polderpeil te verhogen en het water via het drainagesysteem de grond te laten binnendringen. Tot deze categorie behoort ook de getijdenirrigatie, die toegepast wordt in het laagste deel van een rivier waar getijdewerking merkbaar is, waarbij het water bij vloed door sloten vanaf de rivier het land in wordt geleid en vanuit de sloten de bodem binnendringt.
In zeer geringe mate worden ook arbeidsintensieve methoden gebruikt zoals begieten en het regelmatig bijvullen van ingegraven poreuze potten van waaruit het water de bodem indringt.

### Oppervlakte-irrigatie
Er zijn verschillende methoden van oppervlakte-irrigatie naargelang de helling van het terrein.
- wilde irrigatie, bevloeiing zonder veel sturing van het water. Dit gebeurt wel in droge, bergachtige gebieden waar de kleine riviertjes (wadi's) plotseling veel water aanvoeren na een uitzonderlijke regenbui.
- vloedvlakte-irrigatie, waarbij dammetjes en dijkjes worden aangelegd om het vloedwater van een rivier op te vangen en gelegenheid te geven de bodem in te zijgen. Er bestaan twee vormen van:

1. in de bergachtige gebieden genoemd onder wilde irrigatie,
2. in vlakke riviervalleien in droge gebieden, waar de rivier soms buiten de oevers treedt.[8]

- hellingirrigatie, waarbij het water over een licht hellend veld loopt en onderwijl de bodem inzijgt. De twee belangrijkste technieken hierbij zijn strokenirrigatie en vorenirrigatie.[9]

Bij strokenirrigatie wordt hellende terrein in hellende terrassen (stroken) opgedeeld zodat het irrigatiewater gelijkmatig van boven naar beneden over het veld kan stromen. In de breedte dient het hellende vak horizontaal te liggen zodat er in het veld alleen in de lengterichting helling aanwezig is.
Bij vorenirrigatie wordt in het hellende terrein zonder terrassering een systeem van voren en ruggen/bedden aangelegd. De gewassen worden op de ruggen/bedden ingeplant, en het water stroomt in de voren tussen de ruggen/bedden.
In niet al te steile gebieden met minder dan 1% helling kunnen de stroken of voren dwars op de hoogtelijnen van het terrein worden aangelegd. Bij sterkere hellingen worden ze onder een hoek met de hoogtelijnen aangelegd zodat de helling van de stroken of voren minder is dan die van het terrein. Dit voorkomt overmatige bodemerosie als gevolg van uitschuring door water.
Wanneer bij hellingirrigatie (zowel stroken- als vorenirrigatie) het waterfront ongeveer 80% van de lengte van het veld heeft afgelegd, wordt de toevoer van irrigatie stopgezet. Het water blijft dan nog uitzakken en bereikt toch het einde van het veld zonder dat er veel waterverliezen optreden. Gedurende het stromingsproces infiltreert het water in de bodem waar het wordt opgeslagen en voor het wortelstelsel van de gewassen ter beschikking komt. De irrigatie onder een helling wordt ook stromingsirrigatie genoemd.
Voor beperking van irrigatie-verliezen naar de ondergrond en ter verbetering van de irrigatie-efficiëntie is het veld van tevoren zodanig bewerkt dat in de langsrichting een regelmatige helling is verkregen. Bij stroken-irrigatie is het veld ook in de dwarsrichting geëgaliseerd.
- vlakkenirrigatie of kombevloeiing, waarbij het water op land wordt gezet in vlakken die waterpas zijn gemaakt, zoals de "kommen" of "bassins" omringd door dijkjes in vlakke gebieden en "terrassen" in hellende gebieden[9]

In hellende gebieden wordt ook kombevloeiing toegepast, maar daartoe dient het terrein eerst geterrasseerd te worden.
Vlakke bassins of kommen worden ook wel van een voren-systeem voorzien wanneer de gewassen op ruggen moeten worden geteeld zoals bijvoorbeeld voor suikerriet. Ook kunnen groeven worden aangelegd voor gewassen met een dichtopeenstaande begroeiing zoals bij de bevloeiing van granen (tarwe, rogge, haver, gerst) gebeurt.

### Irrigatiefrequentie
Bij natte rijst wordt het water gedurig aangevuld zodat het bassin onder water blijft: de permanente of continue irrigatie, waarbij een relatief geringe waterstroming het inlaatsysteem bij voortduring passeert om er voor te zorgen dat het veld nat blijft.
Bij de droge rijst en de meeste overige gewassen wordt de toevoer van water stopgezet wanneer er voldoende water op het veld staat, waarna het water de gelegenheid krijgt te infiltreren in de bodem, waarbij het veld droog valt. Dit is van belang voor de zuurstofhuishouding in de bodem ten behoeve van de plantenwortels. Pas wanneer de hoeveelheid water die in de bodem is opgeslagen door de verdamping is uitgeput wordt het veld opnieuw onder water gezet. Deze methode wordt periodieke irrigatie, irrigatie per rotatie of irrigatie per toerbeurt genoemd.
Hellingirrigatie (zowel stroken- en vorenirrigatie) gebeurt uitsluitend per rotatie of per toerbeurt.
Bij periodieke irrigatie moet de bodem voldoende bergingsvermogen bezitten om de planten van water te voorzien voor de verdamping of evapotranspiratie in de tijd tussen de irrigatiebeurten. De irrigatiefrequentie is typisch eens per 10 dagen, maar de perioden kunnen variëren van 5 tot 30 dagen, en zelfs worden ook wel eenmalige irrigaties gegeven.

### Kunstwerken
Om het water op de velden te krijgen, worden verschillende kunstwerken geconstrueerd:
- stuwdammen om het water uit de rivier in de kanalen te leiden
- verdeelwerken om het water over de verschillende kanalen te verdelen
- sluizen om het water gedurende een bepaalde tijd aan een gebruiker te kunnen leveren
- aquaducten om beken of rivieren te kruisen.

## Projectbeheer

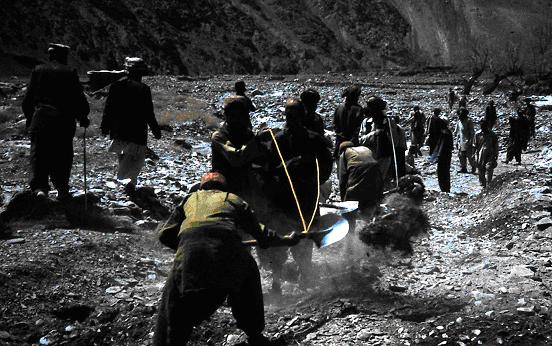
Gemeenschappelijk onderhoud aan inlaat van irrigatiekanaal vanaf een rivier met stenige bedding, Beloetsjistan

Het projectbeheer omvat de volgende aspecten:
- Waterbeheersvormen
- Waterprijzen
- Watertoediening

De belangrijkste physische elementen van een irrigatieproject zijn land en water. Naargelang de bezitsverhoudingen van deze elementen zijn er verschillende vormen van waterbeheer.
- Gemeenschapsvorm
- Ondernemingsvorm
- Utiliteitsvorm

De utiliteitsvorm van waterbeheer heeft in de geschiedenis meer strubbelingen opgeleverd dan de andere vormen.
De waterwinning, vooral als het gebeurt via grote stuwdammen (waar ook waterkrachtinstallaties aan verbonden zijn), bleef veelal als utiliteisvorm in handen van de overheid, temeer omdat de openbare veiligheid in het geding is.

## Nadelige effecten

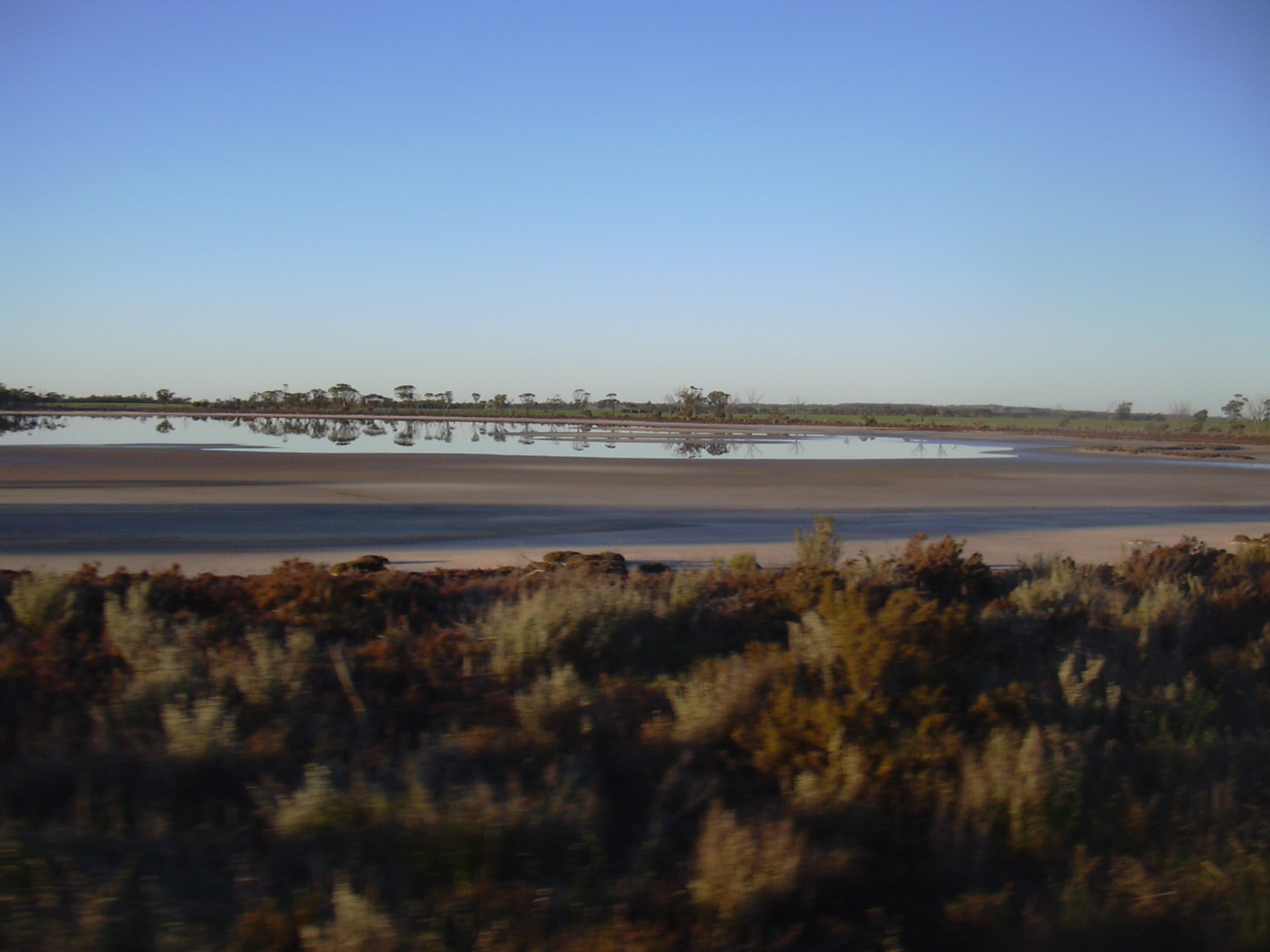
Bodemvernatting in de tarwegordel van West Australië

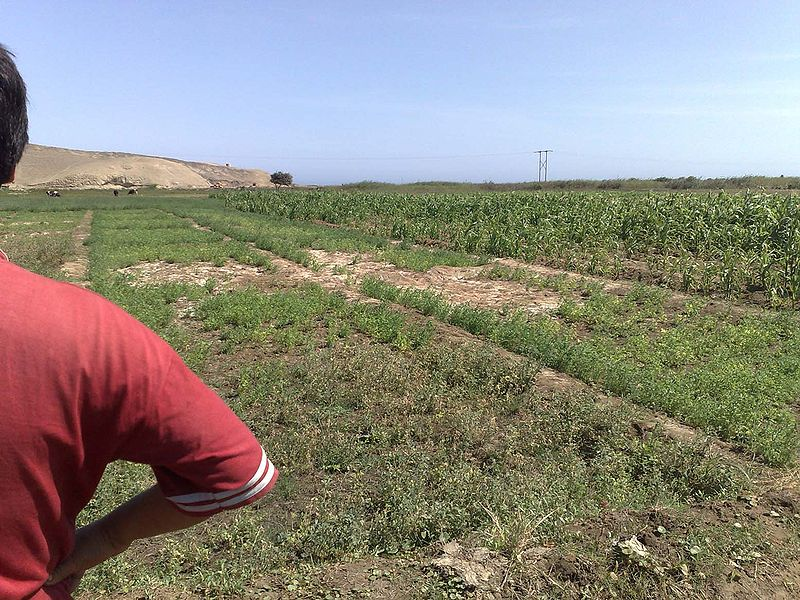
Verzout geïrrigeerd land met slechte stand van het gewas

Neveneffecten van irrigatie kunnen zijn:
- Verminderde rivierafvoer benedenstrooms
- Toename van aanvoer naar grondwater, bodemvernatting en bodemverzouting.[11]
- Verslechterde kwaliteit van het benedenstroomse drainage-, rivier- en grondwater
- Verpaupering van benedenstroomse watergebruikers
- Verlies van mogelijkheden van landgebruik elders
- Overmatige grondwateronttrekking en bodemdaling
- Achteruitgang van flora en fauna
- Bodemerosie op steile hellingen met wilde irrigatie.

## Areaal

Aandeel van landbouwgrond dat geïrrigeerd is (2015)

De volgende tabel geeft een overzicht van geïrrigeerde arealen in de wereld in 2003. 

Alleen de landen met meer dan 10 miljoen ha geïrrigeerd (bevloeid) land zijn vermeld.
|                    | Areaal (106ha) |
| ------------------ | -------------- |
| India              | 57             |
| China              | 54             |
| Pakistan           | 19             |
| Azië (*)           | 188            |
| Verenigde Staten   | 22             |
| Overige landen (#) | 67             |
| Wereld totaal      | 277            |

(*) India, China en Pakistan inbegrepen 

(#) buiten Azië
Het geïrrigeerde areaal beslaat wereldwijd ongeveer 16% van het totale landbouwareaal, maar de gewasopbrengst is zo'n 40% van de totale opbrengst

### Techniek
- Beregening
- Waterkanon (sproei-installatie)
- Cirkelirrigatie
- Druppelirrigatie
- Gietdarmen

### Irrigatie in de oudheid
- Turpan: irrigatiekanalen in het Chinese Xinjjang
- Qanat: een ondergronds Irakees aquaduct
- Levada: irrigatiekanalen op Portugese en Spaanse eilanden